# Трегубов, Сергей Николаевич
Серге́й Никола́евич Трегу́бов (1866 — 1945) — русский судебный деятель, сенатор (1916). Ординарный профессор уголовного права Александровской военно-юридической академии и Училища правоведения, участник Белого движения.

## Биография

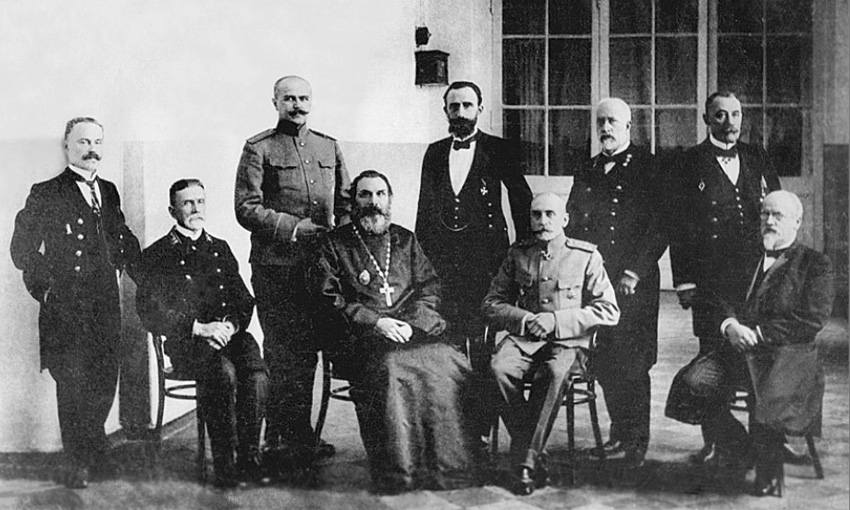
Русские правоведы. Начало 20-го века. Санкт-Петербург. С. Н. Трегубов — стоит крайний слева

Из потомственных дворян Рязанской губернии.
В 1888 году окончил Императорское училище правоведения и поступил на службу в Министерство юстиции.
Последовательно занимал должность товарища прокурора окружного суда в Новом Маргелане Ферганской области, Ташкенте, Витебске и Санкт-Петербурге. В 1899 году был назначен прокурором Ташкентского окружного суда, откуда был переведен в Пензу, а в 1902 году — в Петербург. В 1908 году участвовал в сенаторской ревизии Туркестанских судебных установлений под руководством графа Палена.
С 1910 года состоял старшим юрисконсультом Министерства юстиции и членом консультации при Министерстве юстиции учрежденной, а с 1914 года — и непременным членом медицинского совета МВД. 6 декабря 1914 года произведен в тайные советники. В 1915 году был назначен директором 1-го департамента Министерства юстиции. 28 июня 1916 года был призван к присутствию в 1-м департаменте Правительствующего Сената. В том же году был командирован в Ставку, в качестве консультанта по военно-судебным вопросам при начальнике штаба Верховного Главнокомандующего. В 1917 году был назначен ревизующим сенатором.
Кроме того, состоял действительным членом Петербургского юридического общества, профессором уголовного права Александровской военно-юридической академии и Императорского училища правоведения, где впервые в России прочитал курс по криминалистике. Часто публиковался в юридических журналах, опубликовал нескольких книг, одна из которых, «Основы уголовной техники», стала первым русским практическим руководством с подробным изложением средств, приёмов и методов работы с различными следами.
Во время Гражданской войны был первоприсутствующим Сената Вооруженных сил Юга России (1919), а затем входил в состав Высшей комиссии правительственного надзора, которая была создана 12 (25) сентября 1920 года в Севастополе приказом № 3626 генерал-лейтенанта барона П. Н. Врангеля из надежных сановников (председатель — генерал Э. В. Экк, сенаторы А. Н. Неверов, С. Н. Трегубов, Н. И. Ненарокомов, генерал-лейтенант А. С. Макаренко, генералы П. И. Залесский и В. В. Беляев) с целью рассмотрения жалоб и сообщений о всех «особо важных преступных деяниях по службе государственной или общественной и серьёзных непорядках в отдельных отраслях управления», а также прошений на имя главнокомандующего.
После эвакуации Крыма в 1920 году поселился в Белграде. Продолжил занятия криминалистикой, был профессором Белградского университета. Кроме того, состоял советником югославского Министерства внутренних дел и на этой должности организовал в стране так называемую техническую полицию, которая использовала самые усовершенствованные методы судебной экспертизы. Переиздал на сербско-хорватском языке некоторые свои прежние труды, а также опубликовал ряд новых. В качестве делегата от Югославии участвовал в Международных конгрессах криминалистов. Принимал деятельное участие в работе национально-патриотических организаций: состоял председателем Зарубежного союза русских судебных деятелей, Общества военных юристов, входившего в РОВС, и бессменным председателем белградского отдела Комитета Правоведской кассы.
Скончался в 1945 году в немецком Биркенвердере.

## Семья
Был женат на Евгении Федоровне Макаренко. Их дети:
- Александр (р. 1892)
- Ольга (р. 1890), замужем за коллежским асессором Василием Федоровичем Грёдингером, сыном сенатора Ф. И. Грёдингера.

## Награды
- Орден Святого Станислава 3-й ст. (1893);
- Орден Святой Анны 3-й ст. (1898);
- Орден Святого Владимира 4-й ст. (1901);
- Орден Святого Владимира 3-й ст. (1910);
- Орден Святого Станислава 1-й ст. (1912);
- Орден Святой Анны 1-й ст.

Иностранные:
- бухарский орден Золотой Звезды 2-й ст.;
- бухарский орден Золотой Звезды 1-й ст. с алмазами.

## Публикации
- «Настольная книга криминалиста-практика» (1908);
- «Сборник заключенных Россией действующих конвенций о выдаче преступников и непосредственных сношениях русских пограничных судебных учреждений с иностранными судебными местами» (1908);
- «Научная техника расследования преступлений» (1912);
- «Основы уголовной техники: научно-технические приёмы расследования преступлений» (1912, 1915, 2002);
- «Криминална техника: научно-техничко истраживање кривичних дела» (1935).